# 流通サービス
株式会社流通サービス（りゅうつうサービス、英: Ryutsu Service co., Ltd）は、埼玉県草加市に本社をおく物流会社である。主に個人別商品仕分け業務、基幹配送業務、生協個人宅配業務を主力としている。

## 概要
生協（コープ）の個人宅配や物流加工・倉庫保管などを手がけており、化粧品・医薬品などの保管や流通加工といった商品センター業務や個人別商品仕分け業務、基幹配送業務、生協個人宅配業務などの消費物流を手掛けている。

## 沿革
- 1974年　日本生活協同組合連合会学協支所の倉庫保管、入出庫管理の委託業者として設立。
- 1975年　日本生活協同組合連合会学協支所が全国の学校生協に向けて出荷する商品の物流倉庫として全面委託を受けて、草加配送センターを設立。
- 1977年　一般区域貨物自動車運送事業埼玉県免許認可
- 1979年　一般区域貨物自動車運送事業東京都免許認可、草加第一営業所開設
- 1982年　草加第二営業所開設
- 1985年　首都圏区域運送免許認可
- 1986年　川口第一営業所開設、東都生協デジタルピッキングシステムの運用に携る。
- 1987年　岩槻南営業所開設
- 1989年　川口第二営業所開設
- 1990年　加須営業所、白井営業所、草加第三営業所　開設
- 1992年　本社ビル竣工、羽生営業所　開設
- 1993年　一般区域貨物自動車運送事業の区域を群馬県と茨城県に拡大。
- 1994年　ジョイコープ 多摩センター・ユーアイ東松山センター　個配業務開始
- 1995年　千葉センター　個配業務開始
- 1996年　アルプス物流と資本・業務提携
- 1997年　川口前川営業所　開設、ユーアイ入間センター・品川センター・谷田部センター　個配業務開始
- 1998年　益城センター　個配業務開始
- 1999年　騎西物流センターA棟竣工、桶川営業所　開設、芝浦センター・甲府センター・印西センター・枚方センター　個配業務開始
- 2000年　本社ビル2号館　開設
- 2001年　アズワン杉戸営業所　開設、東住吉センター・八千代センター・町田センター・しもつまセンター・習志野センター・さいたま松伏センター　個配業務開始
- 2002年　八街営業所　開設、港センター・仙台南センター・操南センター・多摩NTセンター・横浜北センター・新宿センター・さいたま所沢センター・荒川センター・陵南センター　個配業務開始
- 2003年　ISO9001:2000へ移行、関西事業所　開設、騎西物流センターB棟　竣工、さいたま秩父センター・庚午センター・平塚センター・さいたま入間センター・都島センター・いわて県南センター　個配業務開始
- 2004年　運輸本部・港センター・横浜北センター・甲府センター・印西センター・東北事業所　開設、パルシステム杉戸SC営業所・騎西正能営業所　開設、白井センター・佐倉センター・北伊丹センター・さいたま川本センター・箕島センター・市原センター・にいがた西センター・南前橋センター　個配業務開始、車両保有台数1000台を突破
- 2005年　日刊工業新聞社より、創業者川添藤夫社長に「優秀創業者賞」が贈賞される
- 2006年　九州事業所・中京事業所・中国・四国事業所　開設、印西センター・ユーアイ東松山センターにてGマーク「安全性優良事業所」の認定を取得、千葉北センター・稲毛センター・東岡山センター・郡山センター・さいたま久喜センター・吹田センター・藤沢センター　個配業務開始
- 2007年　(株)流通サービスと(株)流通運輸が合併
- 2008年　本社ビルにてISO14001認証を取得
- 2009年　本社ビル新館完成
- 2010年　にいがた西センターにてGマーク「安全性優良事業所」の認定を取得
- 2011年　八潮物流センター　竣工
- 2012年　清水営業所・大和宅配センター・和光宅配センター・調布宅配センター　開設
- 2013年　港北宅配センター　開設、上越センター　個配業務開始、車両保有台数2000台を突破
- 2014年　西宮北物流センターにて化粧品製造業（包装・表示・保管）許可取得
- 2015年　騎西物流センターにて医薬部外品・化粧品製造業（包装・表示・保管）許可取得
- 2016年　藤田センター　移転開設
- 2017年　つちうらセンター・仙台中央センター・足利センター 個配業務開始、伊丹センター・印西泉野センター　移転開設
- 2018年　ISO9001:2015へ移行、ISO14001:2015へ移行
- 2019年　西宮北物流センターにて医薬部外品製造業（包装・表示・保管）許可取得、長生研修所　開設
- 2020年　長浜センター・刈谷センター　開設、パルシステム熊谷センター・甲斐センター　移転開設
- 2021年　静岡営業所・藤枝輸送営業所　開設、成田センター・柏北センター　開設
- 2022年1月　柏南センター　開設
- 2022年4月　東部センター　移転開設

出典：

## 営業所一覧
- 関西事業所
- 長生研修所
- 騎西物流センターA棟
- 騎西物流センターB棟
- 騎西輸送営業所
- 藤枝営業所
- 八潮物流センター
- 八潮輸送営業所
- 久喜営業所
- 桶川営業所
- 所沢営業所
- 城営業所
- パルシステム杉戸営業所
- アズワン杉戸営業所
- 東大和営業所
- 仙台営業所
- 西宮北物流センター
- 西宮第二営業所
- 岸和田物流営業所・岸和田輸送営業所
- 枚方物流営業所・枚方輸送営業所
- 和歌山営業所
- 茨木輸送営業所
- 岡山営業所
- 福岡営業所
- 福岡松田営業所
- 久留米営業所
- 静岡営業所
- 藤枝輸送営業所（静岡営業所内）
- 千葉輸送営業所
- 神奈川輸送営業所
- 目黒輸送営業所
- 西東京輸送営業所

出典：